# Trzemeszno (gmina)
Trzemeszno – gmina miejsko-wiejska w województwie wielkopolskim, w powiecie gnieźnieńskim. W latach 1975–1998 gmina położona była w województwie bydgoskim.
Siedziba gminy to Trzemeszno.
Według danych z 30 czerwca 2004 gminę zamieszkiwały 14 102 osoby.

## Struktura powierzchni
Według danych z roku 2002 gmina Trzemeszno ma obszar 174,81 km², w tym:
- użytki rolne: 75%
- użytki leśne: 10%

Gmina stanowi 13,94% powierzchni powiatu.

## Demografia

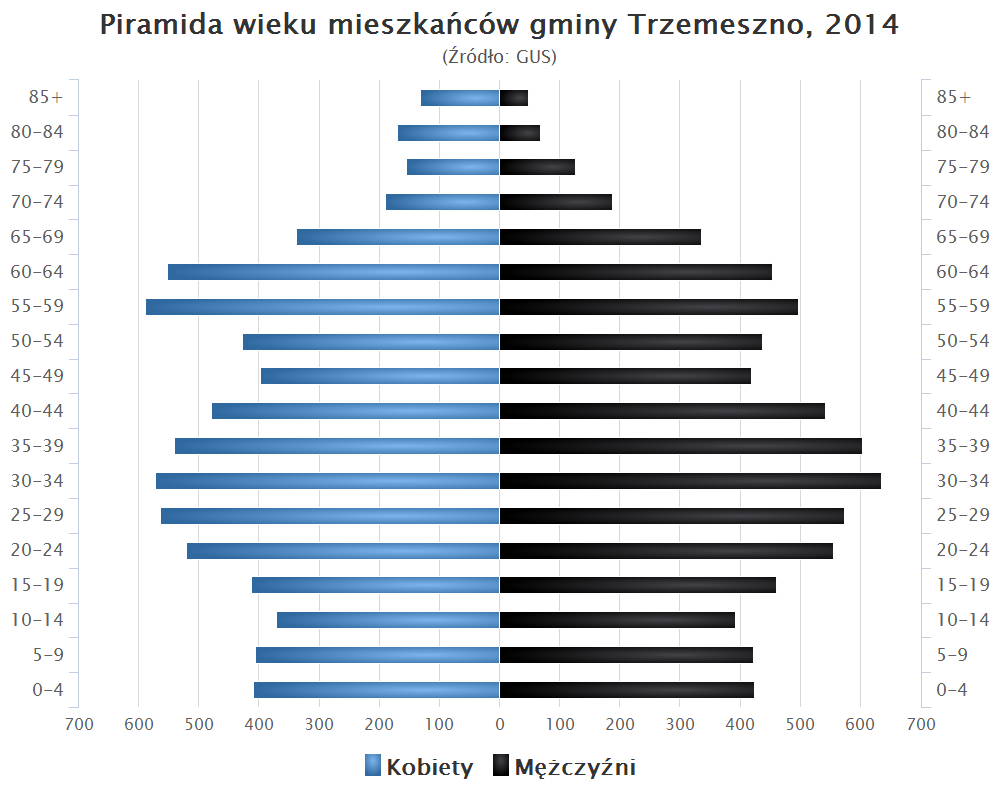
Piramida wieku mieszkańców gminy Trzemeszno w 2014 roku

Dane z 31 grudnia 2017 roku:
| Opis                              | Ogółem | Ogółem | Kobiety | Kobiety | Mężczyźni | Mężczyźni |
| --------------------------------- | ------ | ------ | ------- | ------- | --------- | --------- |
| jednostka                         | osób   | %      | osób    | %       | osób      | %         |
| populacja                         | 14 349 | 100    | 7 182   | 50,1    | 7 167     | 49,9      |
| gęstość zaludnienia (mieszk./km²) | 82     | 82     | 42      | 42      | 40        | 40        |

## Miejscowości
Bieślin, Brzozówiec, Bystrzyca, Cytrynowo, Dąbrowa, Duszno, Dysiek, Folusz, Gołąbki, Grabowo, Huta Trzemeszeńska, Ignalin, Jastrzębowo, Jerzykowo, Kamieniec, Kierzkowo, Kocin, Kozłowo, Kozłówko, Kruchowo, Kurzegrzędy, Lubiń, Lubinek, Ławki, Miaty, Mijanowo, Miława, Niewolno, Ochodza, Ostrowite, Pasieka, Płaczkowo, Popielewo, Powiadacze, Rudki, Smolary, Szydłowo, Szydłowo Drugie, Święte, Trzemżal, Wydartowo, Wymysłowo, Zieleń.

## Sąsiednie gminy
Gniezno, Mogilno, Orchowo, Rogowo, Witkowo